# Araico
Araico (en euskera: Araiko) es una localidad del municipio burgalés de Condado de Treviño, en la Comunidad Autónoma de Castilla y León (España). 

## Localidades limítrofes
Confina con las siguientes localidades:
- Al norte con Cucho.
- Al noreste con Treviño.
- Al este con Dordóniz.
- Al sureste con San Martín Zar y Taravero.
- Al sur con Villanueva Tobera.
- Al oeste con Grandival.
- Al noroeste con Añastro.

## Historia
Así se describe a Araico en el tomo II del Diccionario geográfico-estadístico-histórico de España y sus posesiones de Ultramar, obra impulsada por Pascual Madoz a mediados del siglo XIX:

Aldea en la provincia, audiencia territorial y capitanía general de Burgos (18 leguas), partido judicial de Miranda de Ebro (2 ½), diócesis de Calahorra (17), ayuntamiento de Treviño; Situada en una colina formada a la falda de un monte; le combaten los vientos del N y disfruta de clima saludable, pues solo se conocen algunos constipados. Tiene 6 casas y una iglesia parroquial bajo la advocación de San Cosme y San Damián, servida por un beneficiado. A distancia de ¼ de hora de la población y junto al río Ayuda, existe una ermita dedicada a Nuestra Señora de Uralde con un ermitaño que tiene la obligación de enseñar los primeros rudimentos de leer y escribirá los niños de este pueblo y el de Grandival, verificándolo un año en cada uno; igualmente alternando de dos en dos años los indicados pueblos, en la presidencia de las festividades que se celebran en la ermita anualmente el 25 de marzo y 8 de septiembre. Confina el término por N con el de Cucho, por E con el de Caricedo, ambos ½ legua; por S con el de Grandival a ¼ y por O con el de Dordoniz ¾. En él brotan cuatro fuentes llamadas Gorceta, San Martín, el Silo y Hoyo-Grande; esta última despide sus abundantes y exquisitas aguas en dirección del pueblo atravesándole por medio y sirviendo al consumo de los habitantes y abrevaderos de los ganados. El terreno parte monte y parte llano, es de mediana calidad y se halla fertilizado por las aguas de dichas fuentes y por las del río Ayuda. Los caminos son locales y se encuentran en estado regular. La correspondencia la recibe de Treviño por valijero los lunes, jueves y sábados, saliendo en los mismos días; Producciones: trigo, cebada y algunas legumbres; cría ganado vacuno, caballar y lanar; caza de perdices y pesca de loinas, barbos y alguna trucha; Población: 15 vecinos, 24 almas. Contribución: con el ayuntamiento.
Diccionario geográfico-estadístico-histórico de España y sus posesiones de Ultramar

## Demografía
Evolución de la población
| Gráfica de evolución demográfica de Araico entre 2000 y 2017       |
|                                                                    |
| Población de derecho (2000-2017) según el padrón municipal del INE |

## Patrimonio
Hay en el lugar una iglesia de San Cosme y San Damián y una ermita de Nuestra Señora de Uralde.